# Rory Byrne

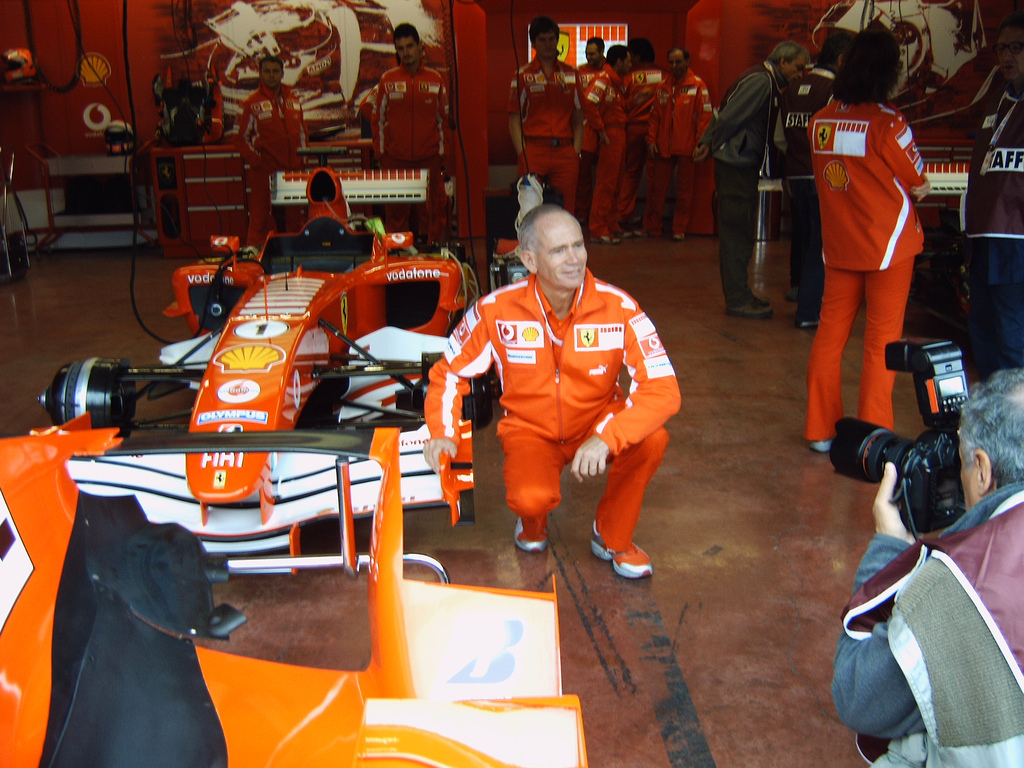
Rory Byrne mit Michael Schumachers Wagen der Saison 2005 in der Ferrari-Box

Rory Byrne (* 10. Januar 1944 in Pretoria, Südafrika) ist ein südafrikanischer Konstrukteur von Rennwagen. Er arbeitete lange Zeit für die Formel-1-Teams Benetton und Ferrari, wo er alle Wagen konstruierte, auf denen Michael Schumacher Weltmeister wurde.
Nachdem er 1997 zu Ferrari wechselte, entwarf Byrne Monoposti, mit denen über 75 Grand Prix, sechs erste Plätze in der Konstrukteursweltmeisterschaft und fünf Fahrertitel gewonnen werden konnten. Bereits mit den von ihm kreierten Modellen Benetton B194 und B195 erzielte er zwei Fahrer- und einen Herstellertitel. Dieser herausragende Rekord machte Byrne von 2003 bis 2011 zum erfolgreichsten Fahrzeugkonstrukteur der Formel 1, wobei sein „Rivale“ Adrian Newey in dieser Kategorie sowohl Vorgänger als auch Nachfolger ist.

## Frühe Karriere: Formel Ford und Formel 2
Byrne interessierte sich schon an der Witwatersrand University in Johannesburg für den Motorsport; zunächst als Fahrer, später ausschließlich für die technischen Aspekte des Sports. Nach seinem Abschluss 1965 als Bachelor der Chemie und angewandter Mathematik arbeitete er als Chemiker. Er behielt aber seine Faszination für den Rennsport bis in die späten 1960er Jahre, indem er zusammen mit zwei Freunden eine Firma gründete, die Tuningteile nach Südafrika importierte.
In dieser Phase entwarf er erstmals Rennwagen und wandte seine mathematischen und physikalischen Kenntnisse an, obwohl ihm eine klassische Ingenieursausbildung fehlte. Sein erster Wagen, ein Formel Ford, war wettbewerbsfähig und schnitt in der südafrikanischen Meisterschaft von 1972 gut ab.
Von diesem Erfolg angestachelt siedelte Byrne in diesem Jahr nach England über, um dort eine Karriere als Rennwagenkonstrukteur zu versuchen.
Er kaufte einen älteren Royale-Formel-Ford und begann mit all seinen Fähigkeiten, ihn zu verbessern. Er erhielt einen unerwarteten Karriereschub, als 1973 Bob King, der Gründer von Royale Racing, sein Team verkaufte. Der neue Eigentümer suchte einen Ingenieur, um King zu ersetzen, der die Fahrzeuge selbst entworfen hatte. Er stellte Byrne ein, der die vier folgenden Jahre Formel-Ford-Fahrzeuge für Royal und dessen Kunden entwarf.
Als Byrne Ted Toleman 1977 vorgestellt wurde, eröffnete sich der nächste Karriereschritt für den damals 33-jährigen Ingenieur, der bereits als etablierte Figur im britischen Motorsport galt. Der millionenschwere Speditions-Unternehmer Toleman war zu dieser Zeit Eigentümer eines Formel-2-Teams und engagierte Byrne als seinen Konstrukteur. Nach einigen Jahren beachtlicher Resultate gipfelte 1980 die gemeinsame Arbeit in einem ersten und zweiten Platz mit Brian Henton und Derek Warwick in der europäischen Formel-2-Meisterschaft. Von nun an sah Toleman seine Bestimmung in der Formel 1.

## Formel 1

### Toleman

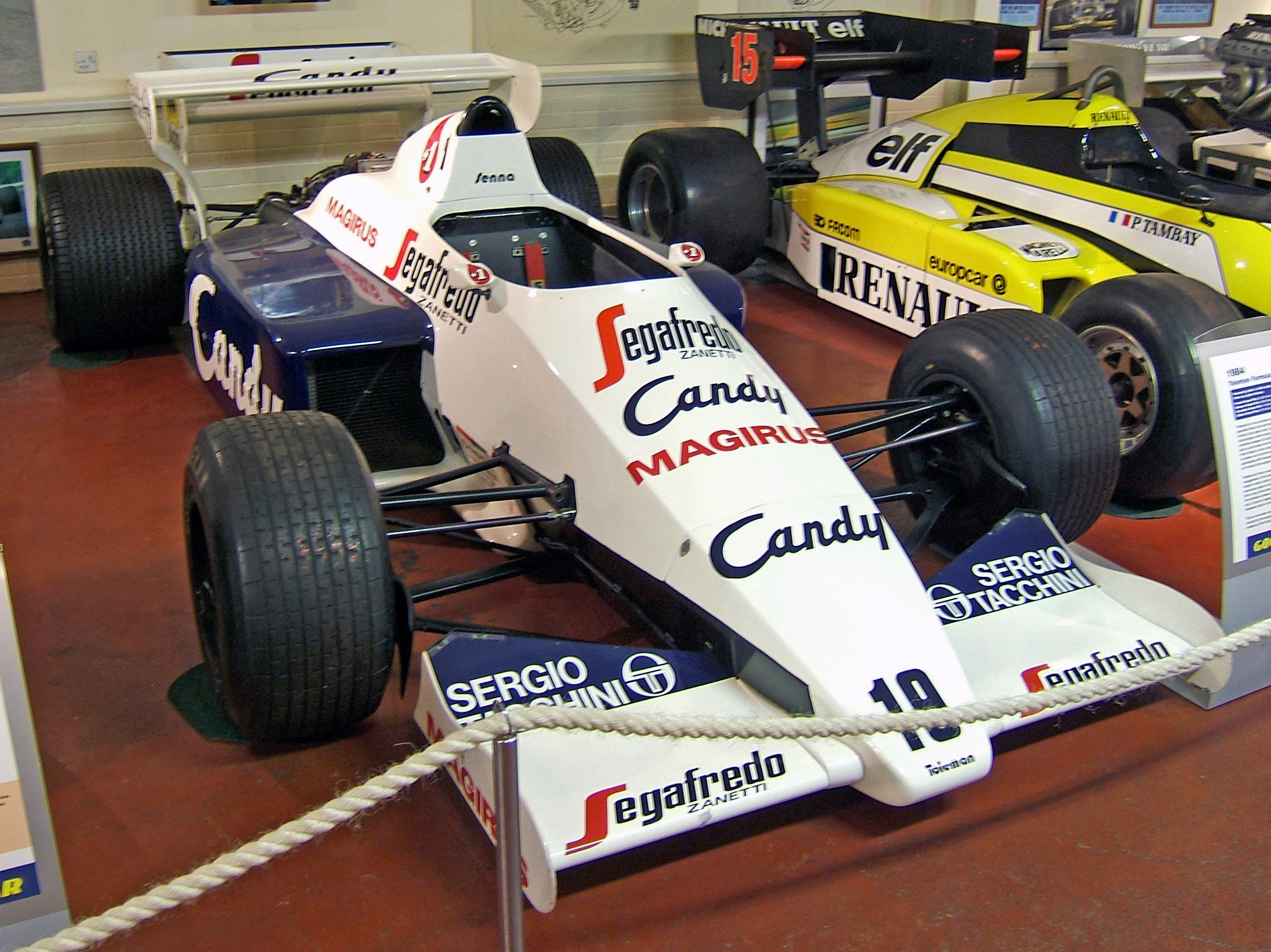
Toleman TG184, 1984, Donington Grand Prix Collection

Das erste von Byrne entworfene Fahrzeug in der Formel 1 war der von einem Hart angetriebene TG181. Da Toleman Motorsport noch nicht den Transport zu den Überseerennen bezahlen konnte, startete es erstmals beim Großen Preis von San Marino in der Formel-1-Weltmeisterschaft 1981.
Zwei Saisons verstrichen, bevor das Team Punkte einfahren konnte. Im Verlauf der Formel-1-Weltmeisterschaft 1983 fuhren Derek Warwick und Bruno Giacomelli zehn Punkte ein, die Toleman den neunten Rang in der Herstellerwertung bescherte. Von diesem Zeitpunkt an galt der Name Byrnes in der Szene. Sahen die von ihm entworfenen Fahrzeuge zu dieser Zeit auch recht klobig aus, so waren sie doch in ihren Details aerodynamisch sehr effektiv. Der nächste Karriereschritt ergab sich bezeichnenderweise durch die Verpflichtung des „Überfliegers“ aus der britischen Formel Ford für 1984: Ayrton Senna. Senna konnte die Tücken des in der Turbozeit manchmal mit brachialer Kraft einsetzenden Motors mit dosierten Gasstößen am besten kompensieren. Beim Regenrennen von Monaco 1984 verringerte Senna mit dem TG184 in jeder Runde den Abstand zum führenden Alain Prost auf McLaren-TAG und lag 7 Sekunden zurück, als Rennleiter Jacky Ickx das Rennen vorzeitig abbrach.
Ein Rennsieg hatte sich abgezeichnet, aber die Realitäten sahen anders aus. Die chronische Unterfinanzierung hätte die Karriere aller Beteiligten behindert, wenn nicht die Familie Benetton mit ernsthaften Kaufplänen an Toleman herangetreten wäre.

### Benetton
Im nun formierten Benetton-Team standen Byrne wesentlich mehr finanzielle und andere Ressourcen zur Verfügung. Mit dem BMW-Turbo-Vierzylinder besaß man nun auch einen der stärksten Motoren. Dennoch dauerte es bis zum Oktober 1986, als Gerhard Berger zum Ende der Formel-1-Weltmeisterschaft 1986 beim Grand Prix von Mexiko seinen ersten Sieg für sich selbst, das Team und vor allem für Rory Byrne einfuhr.
In den folgenden fünf Jahren gewannen die von Byrne entworfenen Rennwagen weitere vier Große Preise. Allerdings konnte Benetton in jener Phase nie ernsthaft die Spitzenteams Williams, McLaren und Ferrari herausfordern.
Nach einem kurzen Intermezzo beim vorzeitig abgebrochenen Formel-1-Projekt des Chassishersteller Reynard kehrte Byrne 1992 zu Benetton zurück, um es auch dank des neuen Teamchefs Flavio Briatore und des aufstrebenden Piloten Michael Schumacher in veränderter Gestalt vorzufinden: Aus dem einstigen „Partyrennstall“ hatte Briatore nun einen zielgerichtete Truppe geformt, der nur noch der Erfolg fehlte. Byrne verbesserte das Vorjahresauto in allen technischen Belangen: halbautomatisches Getriebe, Allradlenkung, aktives Fahrwerk und eine Antriebsschlupfregelung. Gerade die Allradlenkung erwies sich als kostspielige „Baustelle“, die nicht den gewünschten Erfolg brachte. Ein einziger Sieg in Estoril war zu wenig bei den Ansprüchen des Teams, das rechtzeitig registrierte, dass das Verbot der Allradlenkung und des aktiven Fahrwerks für die Formel-1-Weltmeisterschaft 1994 die Karten neu mischen würde.

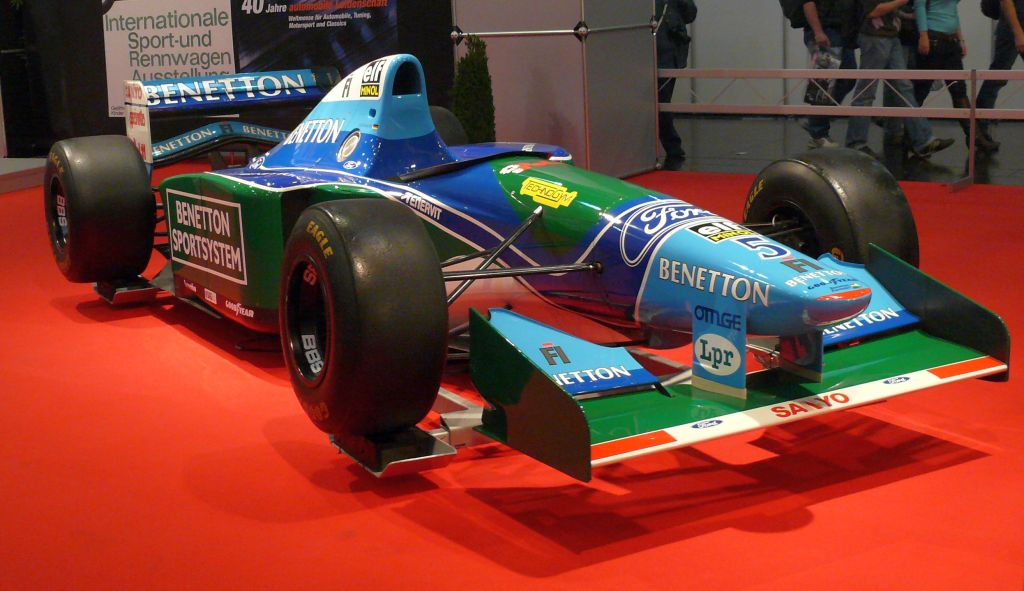
Benetton-Ford B194, mit dem Michael Schumacher 1994 Weltmeister wurde

Bereits bei den beiden ersten Saisonrennen wurde klar, dass man sowohl Byrnes B194 als auch Schumacher erst einmal schlagen musste, um einen Sieg zu erzielen. Konsequent hatte Byrne ein Fahrzeug entworfen, das zum Fahrstil seines Spitzenpiloten passte, den PS-Nachteil des Ford-Motors mit Hinblick auf die Fahrbarkeit optimiert und dabei den „Verlust“ der technischen Hilfen der Vorjahre als Chance verstanden. Im Verlauf der Saison kam heraus, dass er ein ausgeklügeltes System von Druckpumpen verwendete, um selbst den Schwerpunkt der Spritmassen an die für die Fahrzeuglage günstigste Stelle zu verlegen. Zwar suggerierten Kritiker, dass dieser Erfolg eher auf ungewohnt schlampige Arbeit bei seinem Rivalen Newey bei Williams und nie bewiesene Manipulationen zurückzuführen gewesen sei, aber zumindest der Fahrertitel bestätigte Byrnes typisches Motto „Evolution keine Revolution“ und setzte die Grundlage für 1995.
Für die Formel-1-Weltmeisterschaft 1995 hatte man nun Renault statt Ford als Motorenpartner. Der B195 war zwar nicht mehr der geniale Entwurf wie das Vorjahresmodell, aber dank Michael Schumacher und Johnny Herbert errang man sowohl den Fahrer- als auch den Herstellertitel, womit Byrne selbst den ersten Höhepunkt seiner Karriere erreicht hatte.
Nachdem Schumacher zu Ferrari gewechselt war, begann sich die Teamstruktur Benettons aufzulösen. Da er davon ausgehen musste, nun den Zenit seiner Arbeit hinter sich zu haben, verkündete Byrne seinen Rücktritt zum Jahresende 1996. Mit seiner thailändischen Frau Pornthip, mit der er seit 1998 verheiratet ist, hatte er vor, auf der Insel Ko Lanta in Thailand eine Tauchschule zu gründen und wollte verstärkt seinem Angelhobby nachgehen.

### Ferrari
Im Verlauf der Formel-1-Weltmeisterschaft 1996 kristallisierte sich heraus, dass weder Schumacher noch Teamchef Jean Todt langfristig mit dem bisherigen Konstrukteur John Barnard zusammenarbeiten konnten. Zu konservativ waren dessen Entwürfe, zu unflexibel er selbst bei der Verbesserung der Mängel. Außerdem widersetzte sich Barnard allen Überzeugungsversuchen, zur besseren Koordination nach Italien überzusiedeln und seinen eigenen Windkanal entscheidend kalibrieren zu lassen. Mehrmals hatte die zerrissene Führungsstruktur die Entscheidungswege lahmgelegt. Dabei waren die Daten seines Windkanals nicht auf das reelle Fahrzeug zu übertragen gewesen.
Schumacher und Todt gingen also daran, möglichst viele ehemalige Teammitglieder der alten Benetton-Riege zu „rekrutieren“. Die wichtigsten Bausteine waren dabei der technische Direktor Benettons, Ross Brawn, und Rory Byrne.
Nach langem Zögern unterschrieb auch Byrne bei Ferrari und zog aus seinem Vorruhestand nach Maranello, wo er ein Entwurfsbüro aufbaute, einen zeitgemäßen Windkanal entwerfen ließ und dabei auch andere Konstrukteure wie anfangs Gustav Brunner und später Nikolas Tombazis mit einbezog. Bereits ab der Formel-1-Weltmeisterschaft 1997 konnten die von ihm entworfenen Wagen um die Weltmeisterschaft mitfahren, ab 1999 hatten sie mit den Kontrahenten gleichgezogen, und von 2000 bis 2005 waren es seine Wagen, die es zu schlagen galt. Dabei blieb er über Jahre seinem Grundsatz „Evolution not Revolution“ treu; jedes seiner Fahrzeuge baute in wesentlichen Bestandteilen auf dem Vorjahresmodell auf. Byrne entwarf zusammen mit seinem Mitarbeiterstab und Ross Brawn mehrere voneinander abweichende Konzepte, um zum jeweiligen Saisonbeginn sicher und konstant Punkte einzufahren. So startete man in manchen Jahren mit einem nur geringfügig modifizierten Vorjahresmodell, um dann das neue Chassis erst bei den Rennen in Europa zu präsentieren. Andererseits brach man bei gehörigem Punktevorsprung in der Weltmeisterschaft die Weiterentwicklung des aktuellen Modells mit Ausnahme von aerodynamischen Retuchen vorzeitig ab, damit man sich voll und ganz auf das nächstjährige Modell konzentrieren konnte.

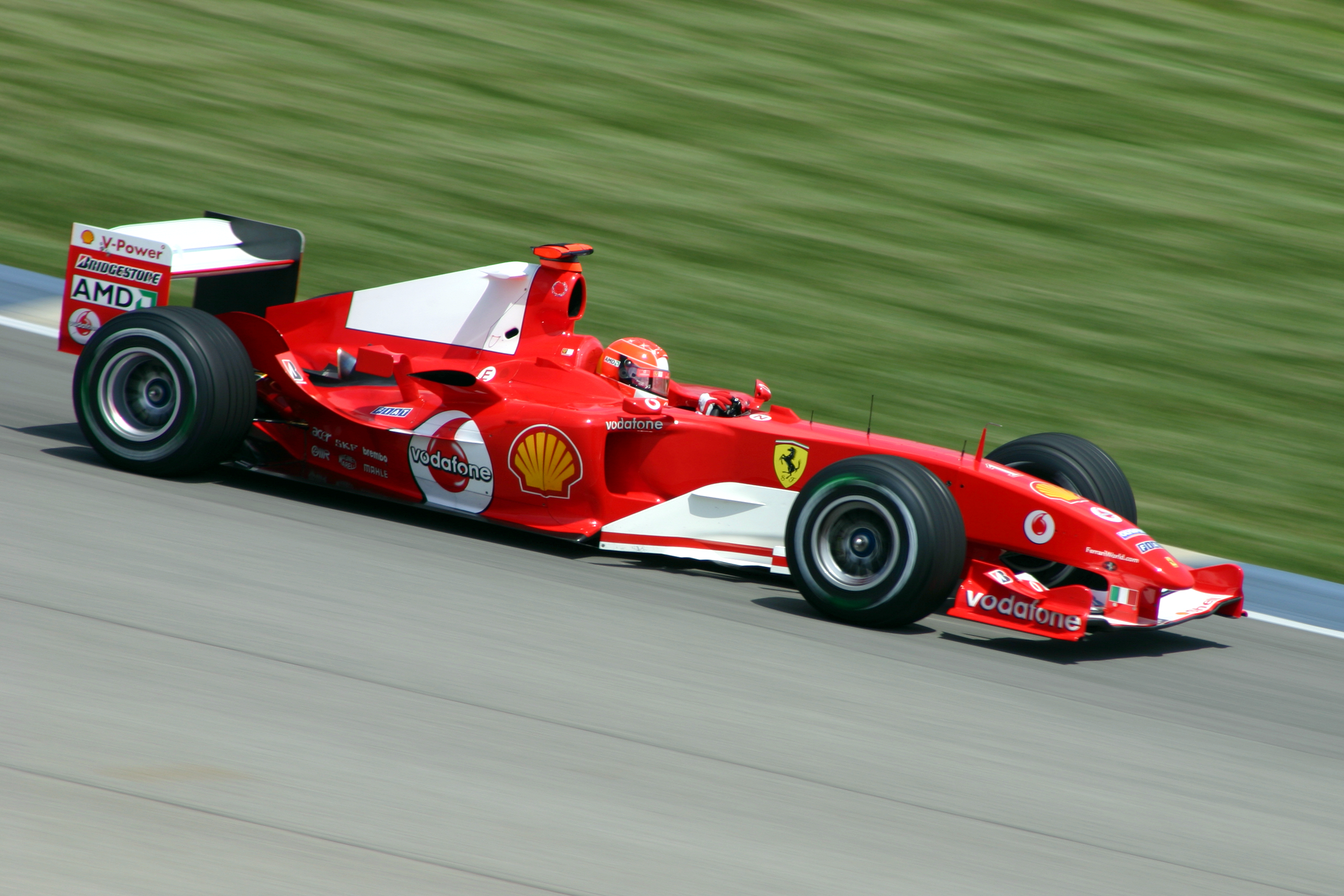
Michael Schumacher, Indianapolis, 2004

Der letzte Ferrari, der ausschließlich von ihm entworfen wurde, war derjenige der Saison 2004. Das Nachfolgemodell hatte schon sein designierter Nachfolger Aldo Costa, den man auf sein Betreiben hin von Minardi abgeworben hatte, maßgeblich mitentworfen. 2004 hatte er seinen Rückzug von der Formel 1 für 2006 angekündigt. Von nun an zog sich Byrne immer stärker zurück, um während der Problemphase 2005 wieder verstärkt die Mängel des Wagens zu kompensieren und am Folgemodell mitzuarbeiten.
Nach der Tsunamikatastrophe Ende 2004 hatte die Ferrari-Gemeinde kurzzeitig Befürchtungen, dass sowohl Byrne und dessen Frau auf Ko Lanta, als auch Ferrari-Teamchef Todt, der mit seiner Freundin Michelle Yeoh in Malaysia weilte, betroffen wären. Sie blieben jedoch genau wie das Haus der Byrnes unversehrt.
Am 19. September 2006 verkündete Byrne der Presse, dass er für weitere zwei Jahre bis Februar 2009 der Scuderia Ferrari als technischer Berater zur Seite stehen werde. Die Zukunft Ferraris schätzte er als gut vorbereitet ein: „Das 2004er-Auto war das letzte, für das ich verantwortlich war, aber dieses Jahr haben wir ein Auto fahren gesehen, das genauso konkurrenzfähig war, das genauso gut und zuverlässig lief. Wir haben den Übergang, meine Verantwortung in die Hände von Aldo und Nicholas zu legen, geschafft.“
Für die Entwicklung des 2017er F1-Rennwagens SF70H wurde Rory Byrne erneut von Ferrari als Berater engagiert. Die in den ersten drei Grands Prix der Saison 2017 eingefahrenen Erfolge werden unter anderem auch damit in Zusammenhang gesehen.
Byrne war ebenfalls maßgeblich am Design des 2022er Ferrari F1-75 beteiligt. Da sich das Auto im ersten Teil der Saison als erfolgreich erwies, wurde sein Vertrag um weitere drei Jahre verlängert. Er war auch am Design des 2023er Ferrari SF-23 und 2024er Ferrari SF-24 beteiligt.

## Ehrungen
Im November 2005 ehrte ihn die bereits eingangs erwähnte Wits-Universität in Südafrika mit dem Ehrendoktor im Ingenieurwesen, da er dank seiner hervorragenden Arbeit sein Vaterland in ein gutes Licht gerückt habe.

## Privates
Mit seiner Ehefrau Pornthip hat Rory Byrne ein Kind. Die Pläne einer Tauchschule gab er aus Zeitgründen auf, da er sich im späteren Ruhestand ganz der Erziehung seines Sohnes widmen möchte. Allerdings hat er an einem der Strände von Phuket ein Grundstück erworben, um dort mittelfristig ein Haus errichten zu können.